# Ulrike Aspöck
Ulrike Aspöck (Linz, 12 juni 1941) is een Oostenrijks entomologe.
Zij was met name werkzaam op het gebied van de taxonomie en biologie van Neuropterida, en in het bijzonder de Raphidioptera en Megaloptera.
- Bibsys: 90345116
- Bibliothèque nationale de France: cb12461829j (data)
- CiNii: DA06684645
- Gemeinsame Normdatei: 1063315735
- International Standard Name Identifier: 0000 0000 8131 3471
- Library of Congress Control Number: n86852653
- Nationale Bibliotheek van Tsjechië: jcu2011652871
- Nederlandse Thesaurus van Auteursnamen: 298576635
- Système universitaire de documentation: 033791295
- Virtual International Authority File: 52210486
- WorldCat: E39PBJgCKw3rgbp44rRRq9BXVC